# Tám Lê Thanh
Lê Văn Dọn (10 tháng 7 năm 1925 – 11 tháng 3 năm 2006), bí danh Tám Lê Thanh, Lê Thanh hay Tám Dọn, là một nhà lãnh đạo quân sự mang quân hàm Trung tướng của Quân đội nhân dân Việt Nam, từng tham gia hai cuộc chiến với Pháp và Mỹ. Xuyên suốt sự nghiệp, ông nắm giữ các chức vụ quan trọng như Trung đoàn trưởng kiêm Chính ủy Đoàn 180 An ninh vũ trang miền Nam, Phó Tư lệnh kiêm Chính ủy Phân khu 1, Chính ủy Quân khu Sài Gòn – Gia Định, Ủy viên ban an ninh Trung ương Cục miền Nam kiêm Chỉ huy Trưởng Lực lượng an ninh vũ trang Miền, Phó tư lệnh Công an nhân dân Vũ trang, Phó Tư lệnh Quân khu 7 và Phó Tư lệnh Bộ đội Biên phòng. Ngoài ra, ông cũng từng là thành viên nằm trong ban lãnh đạo lâm thời Mặt trận Dân tộc Giải phóng miền Nam Việt Nam – một tổ chức chính trị chủ chốt trong giai đoạn xung đột tại khu vực này ra đời vào năm 1960. 
Xuất thân trong một gia đình nông dân tại xã Phú Thọ Hòa thuộc tỉnh Gia Định, Lê Thanh gia nhập Việt Minh vào năm 1945 và nhanh chóng tham gia lãnh đạo phong trào giành chính quyền từ tay Đế quốc Nhật Bản tại huyện Hóc Môn – Gò Vấp. Hai năm sau, ông là một những nhân vật đặt nền móng xây dựng nên công trình quân sự dưới lòng đất đầu tiên tại khu vực Nam Bộ để làm nơi trú ẩn cho đội quân kháng chiến. Đến thời kỳ Chiến tranh Việt Nam, ông tiếp tục là một trong những người đầu tiên ở miền Nam đóng góp trực tiếp vào quá trình hình thành địa bàn hoạt động của tổ chức cộng sản, từ nhiệm vụ thành lập lực lượng quân sự cho đến việc kiến tạo nên khu căn cứ Trung ương Cục. Năm 1960, trận tập kích vào doanh trại Nguyễn Thái Học do Lê Thanh nằm trong ban chỉ huy và trực tiếp tham chiến đã gây sốc cho chính quyền Ngô Đình Diệm cùng các cố vấn quân sự Hoa Kỳ, thúc đẩy sự ra đời bản Tuyên ngôn Caravelle, đồng thời khiến Đại sứ quán Mỹ phải đưa ra đề nghị nên huấn luyện sư đoàn Quân lực Việt Nam Cộng hòa về tác chiến du kích nhằm đối phó lại sự gia tăng hoạt động của các lực lượng vũ trang đối lập. Truyền thông Việt Nam nhận định đây là cột mốc mở đầu cho phong trào Đồng Khởi nhằm chống lại sự can thiệp của Hoa Kỳ và chính quyền Sài Gòn.
Cuối năm 1969, Lê Thanh là vị chỉ huy quân đội duy nhất sống sót trong một trận giao tranh với lính Hải quân Hoa Kỳ trên sông Vàm Cỏ Đông, trong khi cấp trên của ông là nhà tình báo Hoàng Minh Đạo đã thiệt mạng. Sau khi chiến tranh Đông Dương lần thứ hai kết thúc, với vị thế là người đại diện cho Bộ Tư lệnh Bộ đội Biên phòng khu vực phía Nam, ông tiếp tục thành lập lực lượng trung đoàn cơ động nhằm bảo vệ vùng biên giới, triển khai một loạt hệ thống đồn biên phòng Nam Bộ, đồng thời tổ chức các đoàn quân tiến sang Campuchia truy quét quân đội Pol Pot trong chiến dịch biên giới Tây Nam. Lê Thanh nghỉ hưu vào năm 1995 và qua đời 11 năm sau đó, ông đã được Nhà nước Cộng hòa xã hội chủ nghĩa Việt Nam trao tặng nhiều huân chương, trong đó có danh hiệu Anh hùng Lực lượng vũ trang nhân dân do Chủ tịch nước Trương Tấn Sang ký quyết định phê duyệt vào năm 2015.

## Thân thế và khởi đầu cách mạng
Lê Văn Dọn sinh ngày 10 tháng 7 năm 1925 tại xã Phú Thọ Hòa, tổng Dương Hòa Thượng, huyện Gò Vấp, tỉnh Gia Định, xứ thuộc địa Nam Kỳ, tính đến cuối năm 2024 là phường Phú Thọ Hòa, quận Tân Phú, Thành phố Hồ Chí Minh.
Tháng 5 năm 1945, ông gia nhập đoàn Thanh niên Cứu quốc để chuẩn bị lực lượng khởi nghĩa. Ba tháng sau, khi phong trào đấu tranh giành chính quyền lên đến cao trào, tại huyện Gò Vấp và tỉnh Gia Định, quân đoàn Thanh niên Tiền phong phối hợp với lực lượng khởi nghĩa do Lê Thanh và Lâm Quốc Đăng (Tư Thược) lãnh đạo đã tiến hành đấu tranh vũ trang chống lại Đế quốc Nhật Bản, sau đó thành lập nên Ủy ban hành chính xã Phú Thọ Hòa lấy Đình Phú Thạnh làm trụ sở chính. Năm 1946, ông được kết nạp vào Đảng Cộng sản Đông Dương.
Khoảng thời gian từ năm 1940 đến 1945, Lê Thanh và Lâm Quốc Đăng đã dùng chính điện của Đình Phú Thạnh làm căn cứ hoạt động, xây dựng lực lượng, hỗ trợ quá trình đấu tranh tại địa phương. Trong thời kỳ chiến tranh Việt Nam, ông cùng với các cấp ủy xã Phú Thọ Hòa tiếp tục sử dụng ngôi đình này cùng với Đình Tân Hòa Tây làm cơ sở để bàn thảo kế hoạch, vận động quần chúng đóng góp vật lực cho cách mạng và tham gia kháng chiến.

## Chiến tranh Đông Dương
Tháng 9 năm 1945, khi thực dân Pháp quay trở lại xâm lược Nam Bộ, Lê Thanh gia nhập Vệ quốc đoàn và tham gia chiến đấu tại Liên quận Gò Vấp – Hóc Môn – Bà Điểm – Đức Hòa. Đến đầu tháng 10, sau khi củng cố lực lượng, Pháp bắt đầu mở cuộc tấn công nhằm triệt phá vòng vây và giành quyền kiểm soát nhiều phủ lỵ ở tỉnh Gia Định. Trước tình hình này, lực lượng kháng chiến đã tổ chức bốn mặt trận nhằm ngăn chặn đà tiến công của đối phương vây quanh vùng đô thành Sài Gòn – Chợ Lớn. Lê Thanh nằm trong bộ phận chỉ huy đội vũ trang chiến đấu tại mặt trận số hai, phụ trách khu vực phía Tây Bắc án ngữ vị trí Bà Quẹo, Phú Thọ Hòa, Tân Sơn Nhì. Xuyên suốt giai đoạn từ tháng 6 đến tháng 9 năm 1947, trên cương vị Đại đội trưởng Chi đội 12 thuộc Khu 7 nằm dưới sự chỉ huy của Chi đội trưởng Tô Ký, Lê Thanh tham gia phối hợp tác chiến tại các căn cứ Hố Bò, Phú Mỹ Hưng, An Nhơn Tây (Khu 5 Hóc Môn) và Long Phước Thôn, phía đông Thủ Đức. Trong khoảng thời gian này, ông đã chỉ huy đơn vị đánh bại một trận càn của quân Pháp tại Gia Hẹ – Xóm Mới (thuộc xã Trung Lập, Khu 5 Hóc Môn).

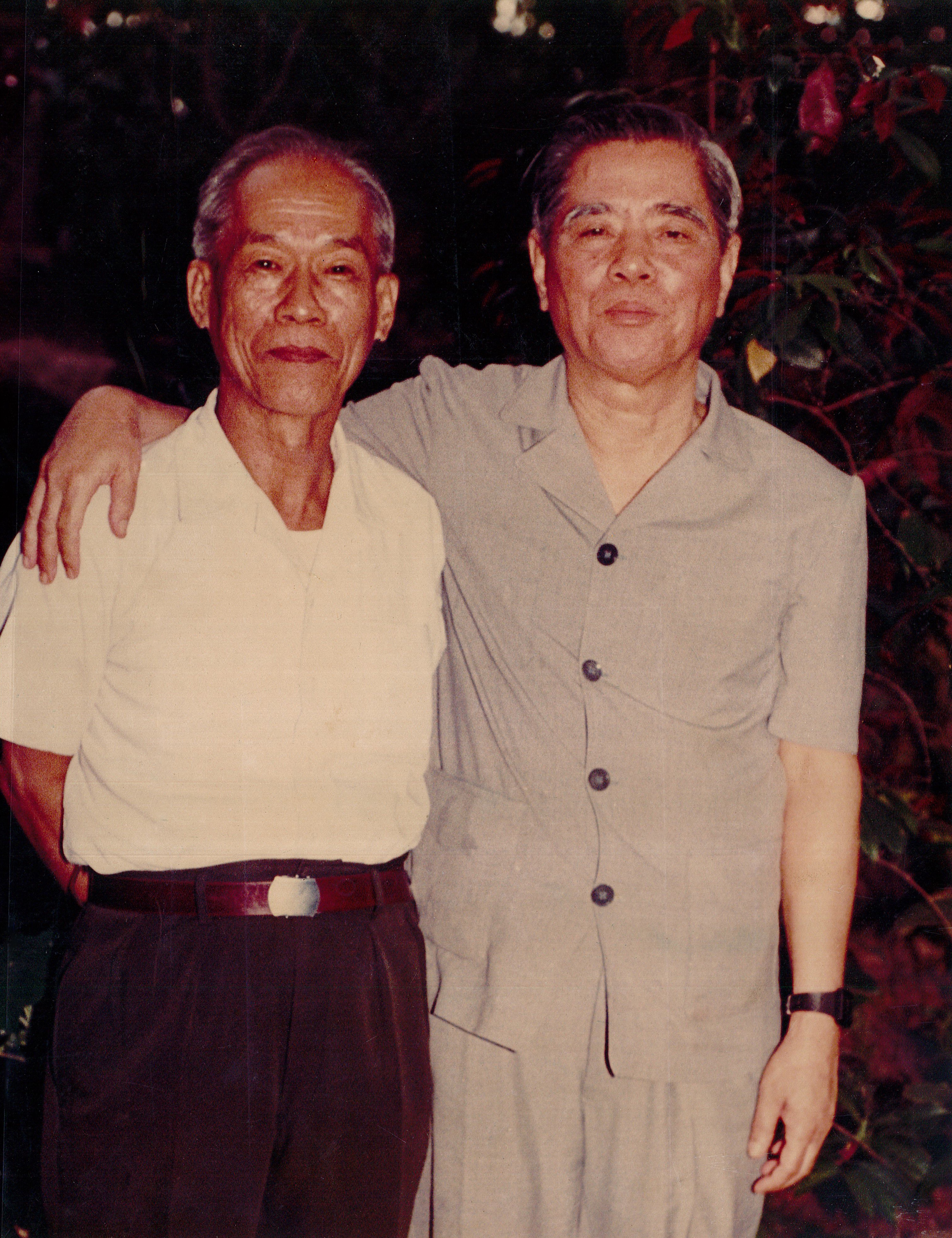
Lê Thanh (trái) và Nguyễn Văn Linh (phải) về thăm lại địa đạo Phú Thọ Hòa vào năm 1984.

Giữa năm 1947, nhận thấy địa hình khu vực có lợi thế chiến lược với vị trí cao và cây cối rậm rạp, Lê Thanh cùng với Lâm Quốc Đăng đã chỉ đạo Ủy ban kháng chiến hành chính xã Phú Thọ Hòa (quận Gò Vấp) tiến hành xây dựng khu căn cứ quân sự dưới lòng đất, tạo điều kiện cho các đơn vị quân đội về bám trụ chiến đấu. Kỹ thuật đào địa đạo được thực hiện theo phương thức tương tự như xây dựng từng toa xe lửa đứt đoạn, trong đó hai nhóm đào từ hai điểm và gặp nhau tại vị trí trung tâm. Đến cuối tháng 12, Lê Thanh và Tư Thượt đã sử dụng hàng binh Pháp trong một cuộc tấn công vào đồn đối phương cách địa đạo khoảng một cây số. Chiến thuật này tiếp tục được áp dụng và mang về thắng lợi trong trận đánh tại đồn Phạm Văn Tụng vào đầu năm 1948. Trước những tổn thất liên tiếp trong khu vực, Pháp tiến hành gia tăng các biện pháp truy bắt hai vị chỉ huy. Cuối năm 1948, Chi đội 12 đặt dưới sự chỉ huy của Lâm Quốc Đăng và cấp phó là Lê Thanh đã giao tranh căng thẳng với lính Pháp tại vị trí có địa đạo xuyên qua. Tuy hầm trú ẩn bị phát hiện sau đó nhưng đoàn quân đã kịp thời phối hợp với lực lượng du kích địa phương phản công, đẩy lùi đối phương và bảo vệ phần còn lại của hệ thống ngầm. Đến năm 1996, địa đạo Phú Thọ Hòa đã được Bộ Văn hóa và Thông tin công nhận là Di tích Lịch sử – Văn hóa cấp quốc gia của Thành phố Hồ Chí Minh, đây chính là công trình quân sự dưới mặt đất đầu tiên xuất hiện tại khu vực Nam Bộ.
Năm 1952, Pháp mở các cuộc tấn công vào huyện Gò Vấp gây tổn thất nặng nề cho phong trào kháng chiến trong khu vực. Trước tình hình đó, Lê Thanh được bổ nhiệm làm Huyện đội phó Huyện đội Gò Vấp, tập trung củng cố binh lực tại địa phương và duy trì hoạt động du kích. Đến cuối năm, ông được Lê Đức Anh lựa chọn tham gia đoàn cán bộ do Lê Duẩn chỉ đạo tổ chức, lên đường ra Việt Bắc tiếp thu kinh nghiệm chiến đấu và báo cáo với Bộ Tổng Tham mưu về tình hình chiến sự tại Nam Bộ. Trên chuyến hành trình kéo dài năm tháng vượt dãy Trường Sơn, mỗi thành viên trong đoàn phải cõng 20kg gạo để ăn dọc đường, không ít lần gặp nguy hiểm vì bom đạn và dịch sốt rét kéo dài. Khi đến vùng căn cứ địa miền Bắc, Lê Đức Anh thay mặt đoàn báo cáo với Chủ tịch Hồ Chí Minh về kinh nghiệm triển khai chiến thuật đặc công được ứng dụng trong Chiến dịch Bến Cát, đây cũng là lần đầu tiên Lê Thanh gặp gỡ Hồ Chủ tịch. Ông cùng với Trần Công An tiếp tục hộ tống Lê Đức Anh trên tuyến đường trở về, mang theo tài liệu mật, vàng và tiền Đông Dương nhằm hỗ trợ lực lượng kháng chiến tại miền Nam. Nhóm sau đó dừng chân đón Tết Nguyên Đán tại Quảng Ngãi. Khi đến Bồng Sơn, Bình Định, họ buộc phải tạm dừng 15 ngày do các cuộc càn quét của đối phương và phải mất thêm 9 ngày nữa để đến Chiến khu Đ. Thời điểm về được căn cứ Dương Minh Châu vào cuối năm 1953 thì cũng là lúc đang diễn ra chiến dịch Điện Biên Phủ. Lê Thanh phụ trách công tác giao liên giữa các tỉnh miền Đông Nam Bộ trong khoảng thời gian này cho đến hết năm 1954.

## Chiến tranh Việt Nam

### 1954–1959: Dấu ấn và chiến tích lịch sử
Sau Hiệp định Genève, thay vì tập kết ra Bắc, Lê Thanh được Xứ ủy Nam Bộ lựa chọn ở lại miền Nam tiếp tục hoạt động vì đã có kinh nghiệm về xây dựng lực lượng quân sự và tác chiến vũ trang. Ông bắt đầu thực hiện công tác vận động quần chúng và tuyên truyền chính trị. Cũng trong khoảng thời gian này, các tổ chức kháng chiến tạm thời chuyển vùng hoặc ngưng hoạt động cho đến khi nhận chỉ thị tiếp theo từ cấp trên. Cùng với Nguyễn Hữu Xuyến và Lâm Quốc Đăng, Lê Thanh đã vận động thanh niên trốn chính quyền, gia nhập chiến khu Dương Minh Châu, Chiến khu Đ, lập làng chiến đấu, sản xuất tự túc, chuẩn bị cơ sở vật chất phòng trường hợp xảy ra xung đột. Năm 1955, khi mâu thuẫn giữa quân đội Bình Xuyên và chính quyền Đệ Nhất Cộng hòa lên đến cao trào, đặc biệt là sau cuộc đảo chính tấn công vào Dinh Độc Lập và thành Cộng Hòa dẫn đến thất bại, Bình Xuyên cuối cùng buộc phải rút về Rừng Sác. Đến tháng 9 cùng năm, Tổng thống Ngô Đình Diệm bắt đầu phát lệnh tiêu diệt các thế lực giáo phái. Trước sự điều động từ nhà tình báo Hoàng Minh Đạo, Lê Thanh cùng với Phạm Văn Thuận (Ba Thu) và Lâm Quốc Đăng vào giúp Bình Xuyên chống trả lại sự truy kích. Tuy nhiên khi đến nơi thì hầu hết đoàn quân đã bị tiêu diệt bởi chính Quân đội Quốc gia do Dương Văn Minh chỉ huy với sự góp sức của Trình Minh Thế. Chỉ còn một Tiểu đoàn Bảy Môn (do Võ Văn Môn chỉ huy – nguyên Tham mưu trưởng lực lượng) hợp tác với các đơn vị vũ trang cách mạng sống sót, ba người đã dẫn dắt đoàn quân này phản kháng trước sự truy kích của quân đội miền Nam, sau đó rút về đồn cao su Cẩm Mỹ, vượt sông Đồng Nai lên Chiến khu Đ. Tại đây nhiều đảng viên, bộ đội, du kích cũ sáp nhập vào quân đội của Bảy Môn và trở thành một phần trong các nhóm quân sự chống lại Hoa Kỳ. Lê Thanh tiếp tục nhận nhiệm vụ chỉ huy trưởng một trung đội được thành lập bởi các cán bộ lãnh đạo và binh sĩ trong Bình Xuyên tình nguyện đi theo cách mạng.

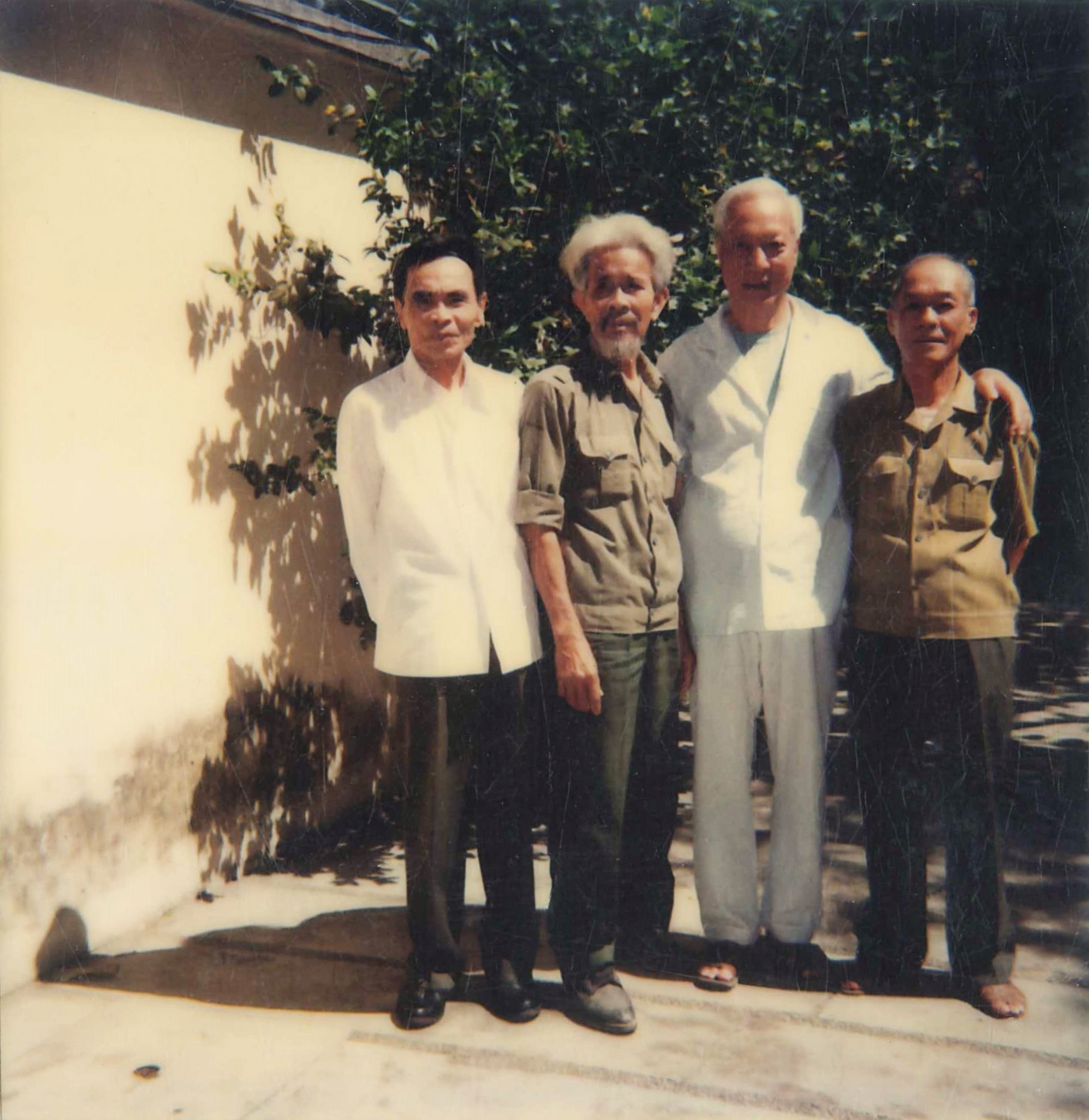
Lê Thanh cùng với Mai Chí Thọ và Lâm Quốc Đăng (từ phải sang). Họ là đồng đội đã sát cánh cùng ông trong những trận đánh ở Nam Bộ.

Tháng 9 năm 1955, ông phụ trách tổ chức lực lượng chiến đấu và xây dựng căn cứ cho Xứ ủy Nam Bộ. Đến tháng 7 năm 1956, khi chính phủ Sài Gòn triển khai chiến dịch Trương Tấn Bửu nhằm mục đích xóa xổ các thực thể kháng chiến, Lê Thanh từ chiến khu Đ buộc phải rút vào vùng rừng núi để duy trì địa bàn hoạt động. Ngày 18 tháng 10 cùng năm, Đại đội 80 (C80) chính thức được thành lập, sau này phát triển thành Đoàn 180 An ninh vũ trang – tiền thân của Phòng Cảnh vệ Miền Nam trực thuộc Bộ Tư lệnh Cảnh vệ. C80 do ông cùng Ba Thu và Lâm Quốc Đăng chỉ huy, đặt dưới sự lãnh đạo trực tiếp của Xứ ủy. Trong khoảng thời gian từ cuối năm 1956 đến đầu năm 1957, các nhóm quân sự tại Tây Ninh cùng với lực lượng của miền Trung và Tây sát nhập, từ đó thành lập nên đơn vị vũ trang đầu tiên mang tên Tiểu đoàn C500. Lê Thanh – khi đó đang chỉ huy Bộ đội Bình Xuyên, được điều động trở về lãnh đạo đội quân này và vùng chiến khu C. Đầu năm 1958, Xứ ủy ra quyết định thành lập khu miền Đông, bổ nhiệm Lê Thanh cùng Lâm Quốc Đăng giữ chức Phó Chỉ huy lực lượng vũ trang để tiếp tục xây dựng khu căn cứ của Đảng Cộng sản tại miền Nam. Đơn vị này đặt dưới quyền Chỉ huy trưởng Nguyễn Hữu Xuyến với nhiệm vụ mở rộng cơ sở hoạt động trải dài từ biên giới Campuchia đến Long Nguyên, Bến Cát, Bời Lời, Trảng Bàng và Tây Ninh. Ngày 4 tháng 1 cùng năm, Lâm Quốc Đăng và Lê Thanh tiếp tục lãnh đạo lực lượng đối lập giành chiến thắng trước trận tập kích vào Đồn điền cao su Minh Thạnh nhằm mục đích chiếm lấy kho bạc từ khu vực này, đồng thời đẩy mạnh công tác tuyên truyền về phong trào cách mạng.
Trước tình hình các đơn vị vũ trang đang phát triển nhưng lại thiếu hụt về vũ khí, trang thiết bị, tài chính và lương thực, Ban Quân sự miền Đông – với sự chấp thuận của Xứ ủy, quyết định tổ chức một trận tập kích quy mô lớn vào chi khu Dầu Tiếng (Thủ Dầu Một). Đây là khu vực có nhiều trang thiết bị kỹ thuật hiện đại, trong khi đối phương lại chủ quan do địa thế chưa từng bị động thủ. Theo sự phân công của Bí thư Xứ ủy đương thời Nguyễn Văn Linh, Lê Thanh và Võ Cương (Mười Năng) được bổ nhiệm làm Phó Chỉ huy chiến dịch, trong khi Mai Chí Thọ giữ chức Bí thư Đảng ủy và Nguyễn Hữu Xuyến đảm nhiệm cương vị Tổng chỉ huy, chịu trách nhiệm toàn diện về kết quả trận đánh. Theo kế hoạch, đêm ngày 10 tháng 8 năm 1958, lực lượng tập kích được chia làm ba mũi tấn công vào các vị trí trọng điểm. Sau 30 phút nổ súng, căn cứ tiểu đoàn đã bị kiểm soát. Đến 2 giờ 30 phút sáng ngày 11 tháng 8, các đơn vị chiến đấu đã làm chủ được trận địa, thu về một lượng lớn đạn dược, vật tư quân sự, tiền tệ của chính phủ Sài Gòn cùng nhiều nhu yếu phẩm. Lần đầu tiên kể từ năm 1954, Dầu Tiếng được xem là trận đánh lớn mở màn của lực lượng vũ trang miền Đông Nam Bộ khi đánh chiếm thành công một căn cứ quân sự cấp quận của Việt Nam Cộng hòa, góp phần khai thông liên lạc giữa căn cứ Đông và Tây, tạo điều kiện thuận lợi cho Xứ ủy di chuyển về khu vực này nhằm mục đích chỉ đạo các hoạt động kháng chiến.
Trước sức ép từ nền Đệ Nhất Cộng hòa, Xứ ủy tiếp tục ra quyết định tập trung lực lượng tiến hành một cuộc tấn công lớn làm đòn bẩy thúc đẩy phong trào khởi nghĩa toàn miền Nam. Năm 1960, Lê Thanh được điều động làm Phó ban Quân sự Miền và tham gia Ban chỉ huy trận đánh Tua Hai cùng với Tám Kiến Quốc, Tám Cao và Mười Năng. Đêm 28 Tết rạng sáng ngày 26 tháng 1, lệnh tiến công căn cứ bắt đầu, lực lượng đột kích chia làm bốn mũi trọng điểm, trong đó hai mũi cuối do Lê Thanh trực tiếp chỉ huy chịu trách nhiệm tiến công từ hướng Nam – Đông Nam, đánh vào khu quân xa và đại đội trọng pháo nhằm mục đích chiếm kho vũ khí. Khi đã kiểm soát trận địa phía Nam, ông sử dụng ba xe vận tải thu giữ được để vận chuyển vũ khí về căn cứ. Tuy nhiên vừa di chuyển được khoảng một cây số thì chiếc đầu tiên bị trật bánh, buộc hai xe còn lại tiếp tục tiến vào rừng. Khi gặp chướng ngại vật, một trung đội được lệnh nhanh chóng chuyển vũ khí xuống, băng xuyên rừng và đi bộ. Riêng Lê Thanh cũng mang về căn cứ đến 16 khẩu Colt 12 vào ngày hôm sau.
— Tướng Samuel Williams – Tư lệnh Phái bộ cố vấn quân sự Hoa Kỳ gửi thư cho đồng nghiệp cũ nhận định về việc quân cộng sản đột kích vào Trung đoàn 32 đầu năm 1960.
Sự kiện này đã gây sốc cho chính phủ Ngô Đình Diệm và các cố vấn Mỹ, một nghiên cứu đến từ Đại sứ quán Hoa Kỳ, Phái bộ Cố vấn Hỗ trợ Quân sự (MAAG) và CIA về những tác động của trận chiến đã khuyến nghị quân đội miền Nam cần được huấn luyện về chiến tranh du kích để đối phó lại mối đe dọa ngày càng tăng đến từ lực lượng cộng sản. Các phân tích của giới chức Mỹ nhận định cuộc tấn công là một "minh họa ấn tượng" về "chiến thuật ngày càng hung hãn của Việt Cộng", qua đó bộc lộ rõ những vấn đề khó khăn mà quân đội Sài Gòn gặp phải trong quá trình "kiểm soát tình hình an ninh nội bộ". Vụ việc đã chứng tỏ "sự táo bạo", "khả năng Việt Cộng xâm nhập vào Quân lực Việt Nam Cộng hòa" và có dấu hiệu cho thấy quân nổi dậy được "một số người dân địa phương bí mật hỗ trợ". Cuộc đột kích và các hành động tương tự khác xảy ra vào đầu năm 1960 khiến Đại sứ quán Mỹ kết luận rằng vấn đề nổi dậy đã leo thang từ một mối đe dọa tiềm ẩn lâu dài nay trở thành "vấn đề số một" đối với nội các Diệm. William Colby – Trưởng trạm CIA tại Sài Gòn trong nhiệm kỳ 1959–1962, cho biết: "vào đầu năm 1960, miền Nam Việt Nam đã bắt đầu cảm nhận — và thấy rõ — những tác động từ chiến dịch tổ chức và tuyên truyền của phe cộng sản", việc một trung đoàn chính phủ miền Nam bị tấn công bất ngờ đã "gây ra nỗi sợ hãi trong chính giới Sài Gòn." Nhiều thành phần chống cộng trong đó điển hình là Trần Văn Văn và Phan Khắc Sửu – hai chính trị gia đối lập đã đổ lỗi cho chính chế độ gia đình trị của Ngô Đình Diệm là nguyên nhân dẫn đến sự sụp đổ quân sự ngay đêm Tết Nguyên Đán. Đỉnh điểm vụ việc xảy ra vào cuối tháng 4 năm 1960, hai nhân vật này đã công bố một bản Tuyên ngôn Caravelle trước giới truyền thông, trong đó chỉ trích mạnh mẽ chính phủ và yêu cầu cải cách chính trị. Về cuộc xung đột, đây là lần đầu tiên lực lượng vũ trang miền Nam tập kích thành công vào cơ sở quân sự cấp trung đoàn của chính quyền Sài Gòn. Phía Việt Nam nhận định sự kiện này đã đánh dấu một cột mốc quan trọng mở đầu cho cao trào Đồng khởi ở Nam Bộ. Địa điểm diễn ra cuộc chiến sau này đã được Bộ Văn hóa – Thông tin công nhận là di tích lịch sử cấp quốc gia vào ngày 23 tháng 7 năm 1993.

### 1960–1974: Nắm giữ chức vụ then chốt

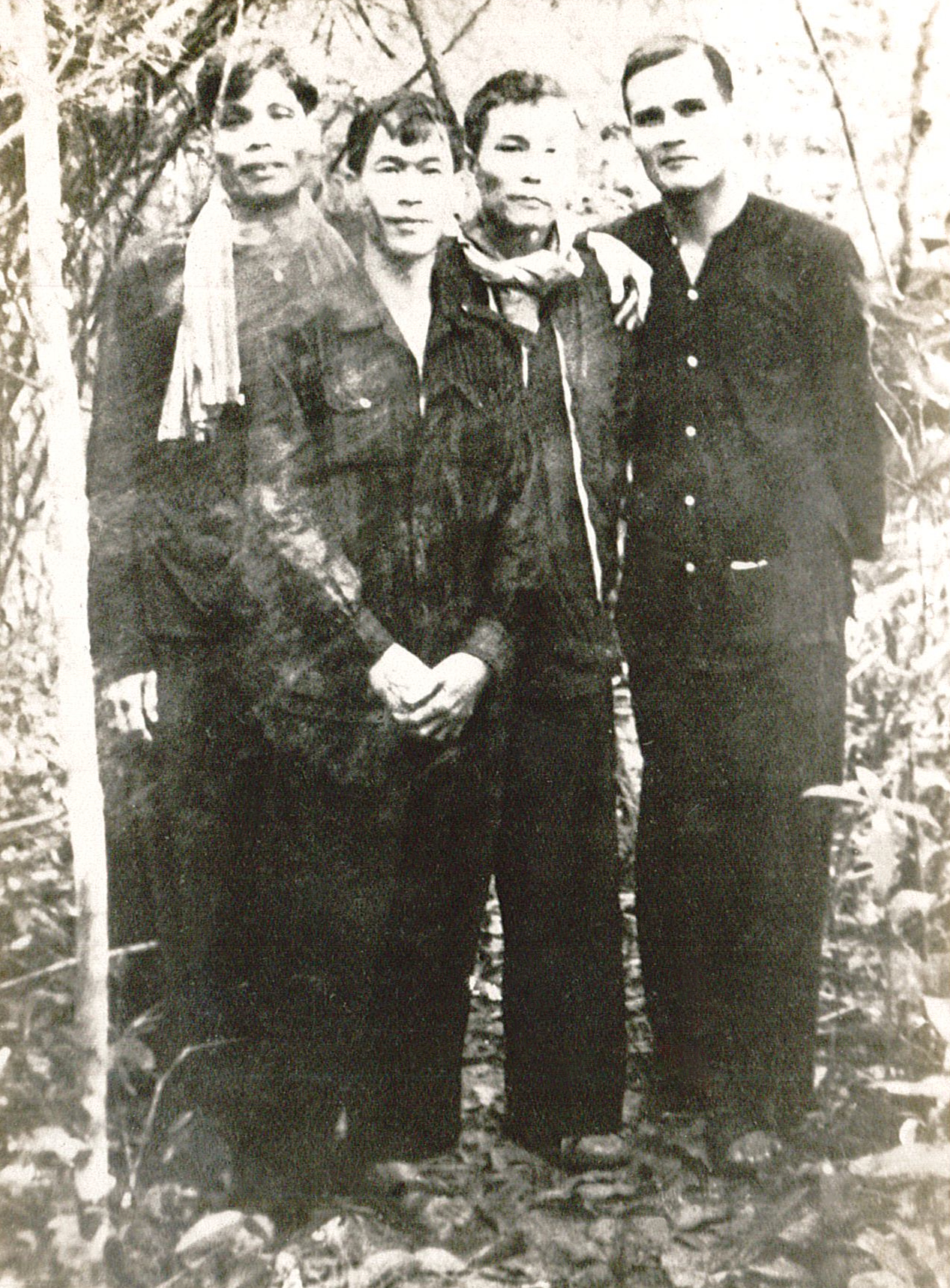
Lê Thanh và Trần Bạch Đằng (đứng giữa từ trái sang) tại khu căn cứ Xứ ủy ở Tây Ninh vào năm 1961.

Ngày 20 tháng 12 năm 1960, với tư cách là gương mặt đại diện cho lực lượng vũ trang giải phóng, Lê Thanh tham dự sự kiện thành lập Mặt trận Dân tộc Giải phóng miền Nam Việt Nam. Đến ngày 15 tháng 12 năm 1961, cùng với Phùng Văn Cung và Nguyễn Văn Linh, ông được tổ chức công khai giới thiệu là những nhân vật chủ chốt nằm trong ban lãnh đạo lâm thời của mặt trận. Trong giai đoạn 1961–1966, ông giữ chức vụ Trung đoàn phó rồi đến Trung đoàn trưởng Trung đoàn chủ lực Miền, chiến đấu chống lại chiến lược Chiến tranh đặc biệt của Mỹ. Cũng trong năm 1966, ông được điều động giữ chức Phó Tham mưu trưởng Quân khu Sài Gòn – Gia Định kiêm Chỉ huy trưởng liên quận Gò Vấp – Hóc Môn. Đến tháng 10 năm 1967, để chuẩn bị cho kế hoạch tổng công kích, tổng khởi nghĩa theo Nghị quyết Quang Trung, Quân khu Sài Gòn – Gia Định và Quân khu 7 được tổ chức lại thành sáu phân khu trọng điểm. Phân khu 1 ban đầu do Trần Đình Xu làm Tư lệnh và Lê Thanh giữ chức Phó Tư lệnh.
Đêm ngày 14 tháng 12 năm 1969, Lê Thanh cùng Chính ủy Hoàng Minh Đạo được điều động về Trung ương Cục dự họp. Khi vượt sông Vàm Cỏ Đông, đoàn người gồm bốn thuyền chia làm hai nhóm, ông cho biết: "Đến Vàm Trảng, nơi có hai chiếc thuyền lớn, mỗi người đi riêng một chiếc. Nguyên tắc không cho hai thuyền qua sông cùng lúc nên tôi bảo anh Đạo chờ khi nào thấy thuyền tôi qua hai phần ba sông thì anh bắt đầu qua". Tuy nhiên trên thực tế là chuyến đi này đã bị phát hiện và một trận giao chiến không cân sức diễn ra sau đó. Theo báo cáo của Hải quân Hoa Kỳ, lực lượng tuần tra đã "phát hiện và nổ súng" vào chiếc thuyền tam bản đầu tiên. Sau khi bị tấn công bởi hỏa lực từ hai bờ sông, họ tiếp tục "phát hiện và bắn hạ" thêm ba thuyền còn lại. Trận giao tranh khiến bốn thành viên quân đội Mỹ bị thương (một nghiêm trọng), trong khi ghi nhận thương vong từ phía đối phương bao gồm "bốn Việt Cộng bị giết và năm tên nữa có thể đã bị tiêu diệt". Bản ghi chép của quân đội Hoa Kỳ được con gái ông Đạo là Minh Vân trích lục tại Trung tâm lưu trữ Việt Nam Sam Johnson thuộc Đại học Công nghệ Texas cùng nhiều cuộc gặp gỡ nhân chứng trước đó xác nhận rằng con thuyền chở Lê Thanh chính là chiếc duy nhất sống sót thoát được lên bờ, toàn bộ 17 thành viên của quân kháng chiến trên ba chiếc xuồng còn lại đều mất mạng giữa trận hỏa lực. Theo chỉ đạo từ bí thư Trung ương cục Nguyễn Văn Linh, Lê Thanh được bổ nhiệm làm Chính ủy Phân khu, trực tiếp chỉ huy hai cuộc tìm kiếm dấu vết thi thể của ông Đạo nhưng đều không mang lại kết quả. Không có chi tiết nào trong bản tường thuật cho thấy lực lượng Hoa Kỳ đã biết trước sẽ có quân cộng sản vượt sông trong đêm. Giám đốc Trung tâm lưu trữ Steve Maxner nhận định nếu tình báo Mỹ nghi ngờ có một người thuộc cấp bậc cao của lực lượng Bắc Việt xuất hiện trong khu vực, họ sẽ ra lệnh bắt tù binh nhằm gây áp lực thay vì giết chết toàn bộ đối phương. Tuy nhiên cũng không loại trừ khả năng trong hàng ngũ cách mạng có thành phần phản gián đã cố tình dẫn lối đơn vị băng xuyên rừng đến tuyến đường tuần tra của lính Mỹ.
Sau sự kiện sống sót trong trận phục kích, đến tháng 4 năm 1972, Lê Thanh tiếp tục giữ chức Phó Chính ủy khi Quân khu Sài Gòn – Gia Định tái lập, một năm sau thì ông kế nhiệm Tám Cao trở thành Ủy viên Thường vụ Khu ủy, Chính ủy của khu vực quân sự này. Tháng 8 năm 1974, ông được điều về Trung ương Cục, nắm giữ chức vụ Ủy viên Ban An ninh kiêm Chỉ huy trưởng lực lượng an ninh vũ trang Miền. Đến tháng 2 năm sau, Lê Thanh đề xuất với Thành ủy Sài Gòn – Gia Định thành lập một đội cơ động nhằm mục đích tiếp quản các cơ quan của Việt Nam Cộng hòa sau khi chiến tranh kết thúc. Dựa trên lực lượng quân đoàn địa phương huyện Củ Chi cùng với các đơn vị tổng động viên cấp huyện, Trung đoàn Củ Chi Đất Thép từ đó ra đời với quân số gần 800 người. Đầu năm 1975, sau khi phe cộng sản giành thắng lợi trong chiến dịch Phước Long, Trung ương Cục tiếp tục ra chỉ thị mở rộng khu vực hoạt động, Lê Thanh được giao nhiệm vụ giải quyết đồn Mỏ Công trên đường 22 – tuyến phòng thủ của quân đội Sài Gòn từ Xa Mát đến thị xã Tây Ninh. Trong khu vực này có một đại đội bảo an, một chốt cảnh sát và ba chốt dẫn vệ, sau khi trinh sát và nhận định tình hình, ông đề xuất phương thức tấn công cường tập. Phối hợp cùng Thiếu tướng Nguyễn Văn Bên, Lê Thanh chỉ huy trận đánh và đến cuối tháng 3 năm 1975, toàn bộ hệ thống năm cứ điểm của đồn bốt này đã bị các đơn vị tác chiến giành quyền kiểm soát.
Vào trung tuần tháng 4, theo sự điều động từ hai bí thư Phạm Hùng và Nguyễn Văn Linh, ông được giao nhiệm vụ trực tiếp chỉ đạo Trung đoàn 180 An ninh vũ trang bảo vệ Ban Thường vụ Trung ương Cục, Mặt trận Giải phóng miền Nam và Chính phủ Cách mạng lâm thời Cộng hòa miền Nam Việt Nam tiến về Sài Gòn. Ngày 20 tháng 4 năm 1975, Lê Thanh công bố quyết định thành lập Bộ Chỉ huy hành quân và tác chiến, sáu ngày sau, ông cùng với Nguyễn Văn Bên chủ trương vận động tinh thần các đơn vị lên đường. Đội hình tiến quân ba hướng theo kế hoạch của Lê Thanh đã được phê duyệt, trong đó mũi thứ ba, tiểu đoàn một do ông chỉ huy đảm nhận nhiệm vụ bảo vệ các cấp lãnh đạo tiến vào thủ đô Việt Nam Cộng hòa, tham gia chiến dịch tổng tấn công giải phóng Sài Gòn – Gia Định.

## Thời kỳ hậu 1975

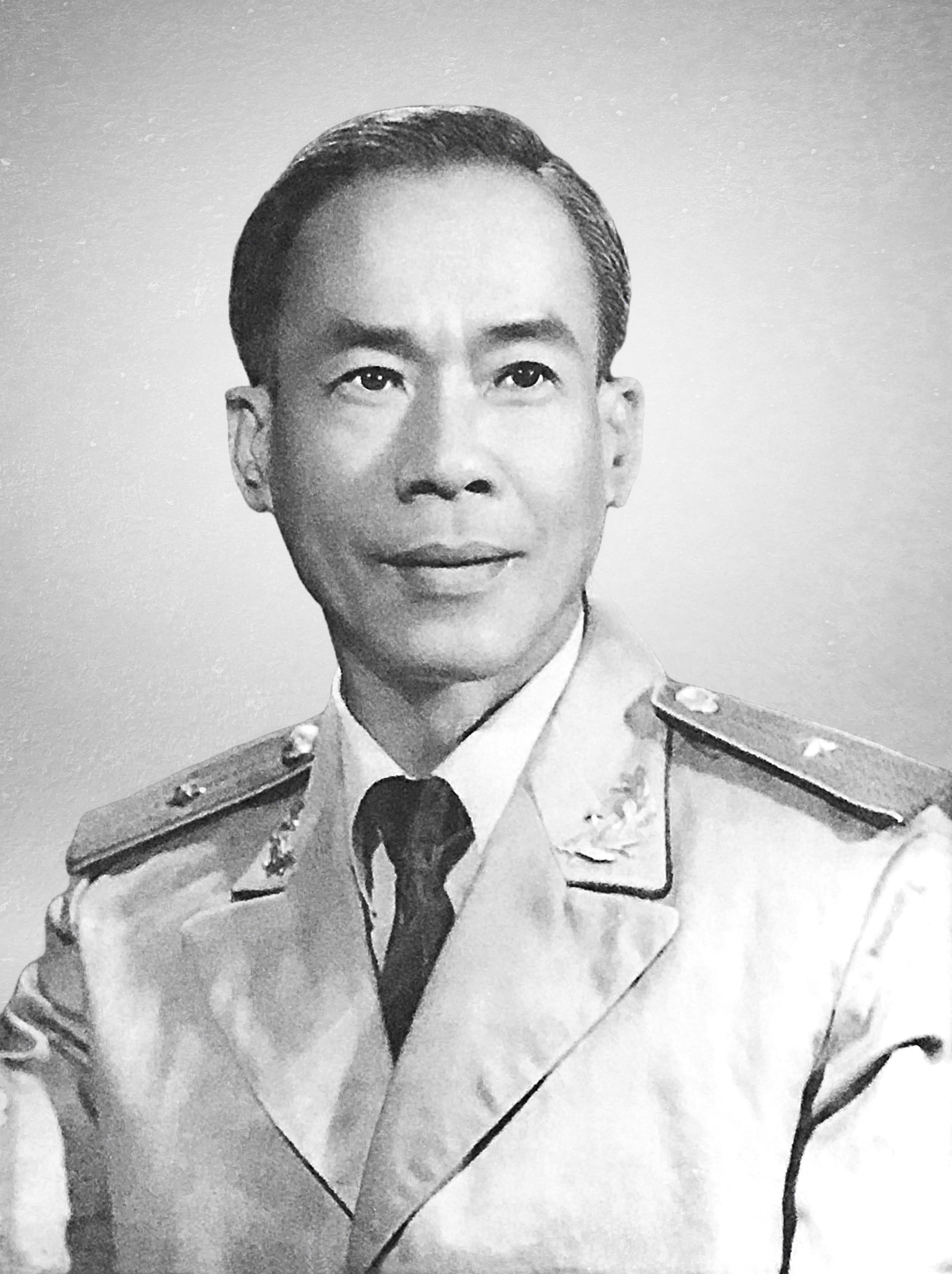
Lê Thanh vào năm 1977
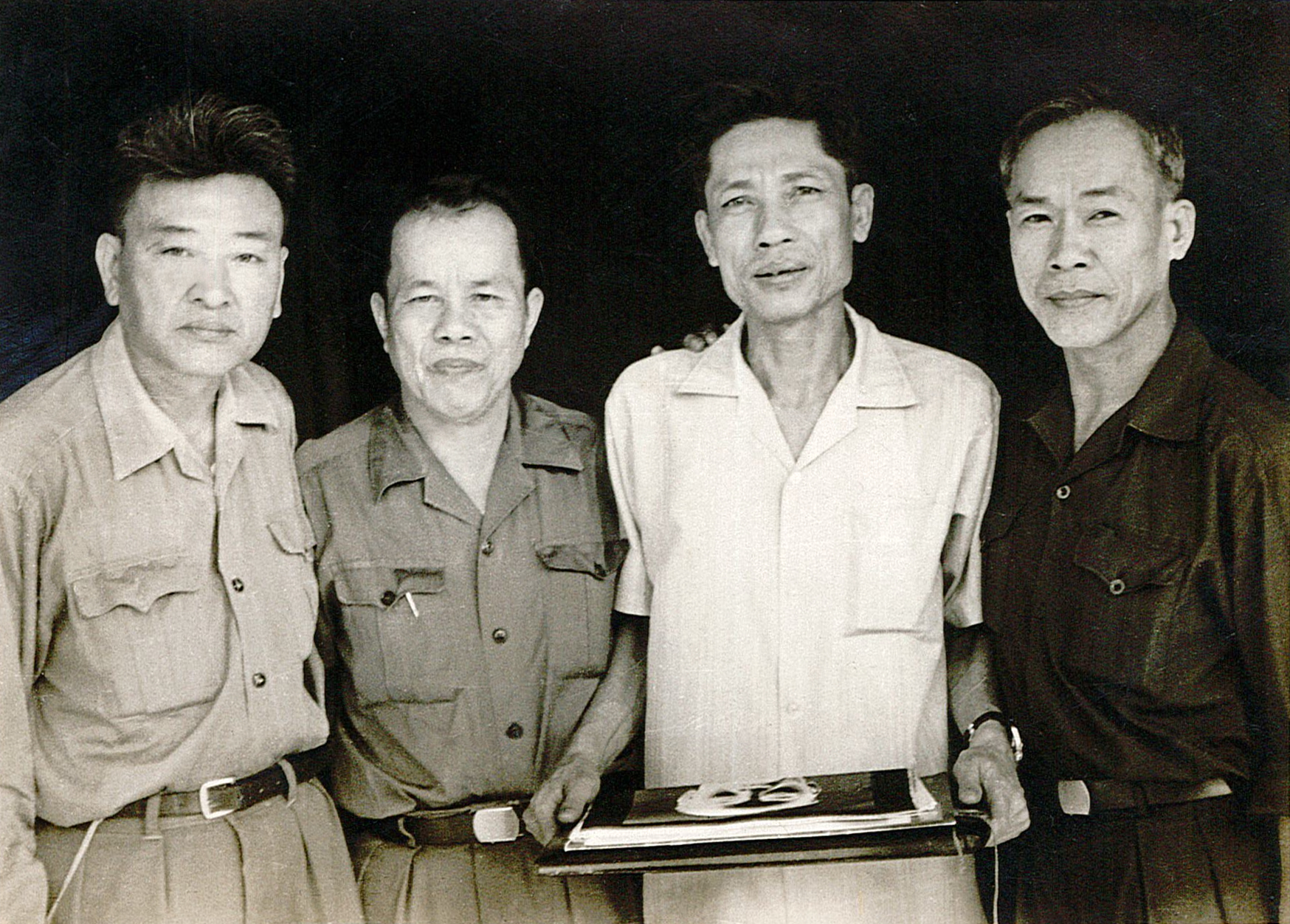
Lê Thanh (ngoài cùng bên phải) cùng Lâm Văn Thê, Huỳnh Thủ và Hà Ngọc Tiếu vào năm 1975
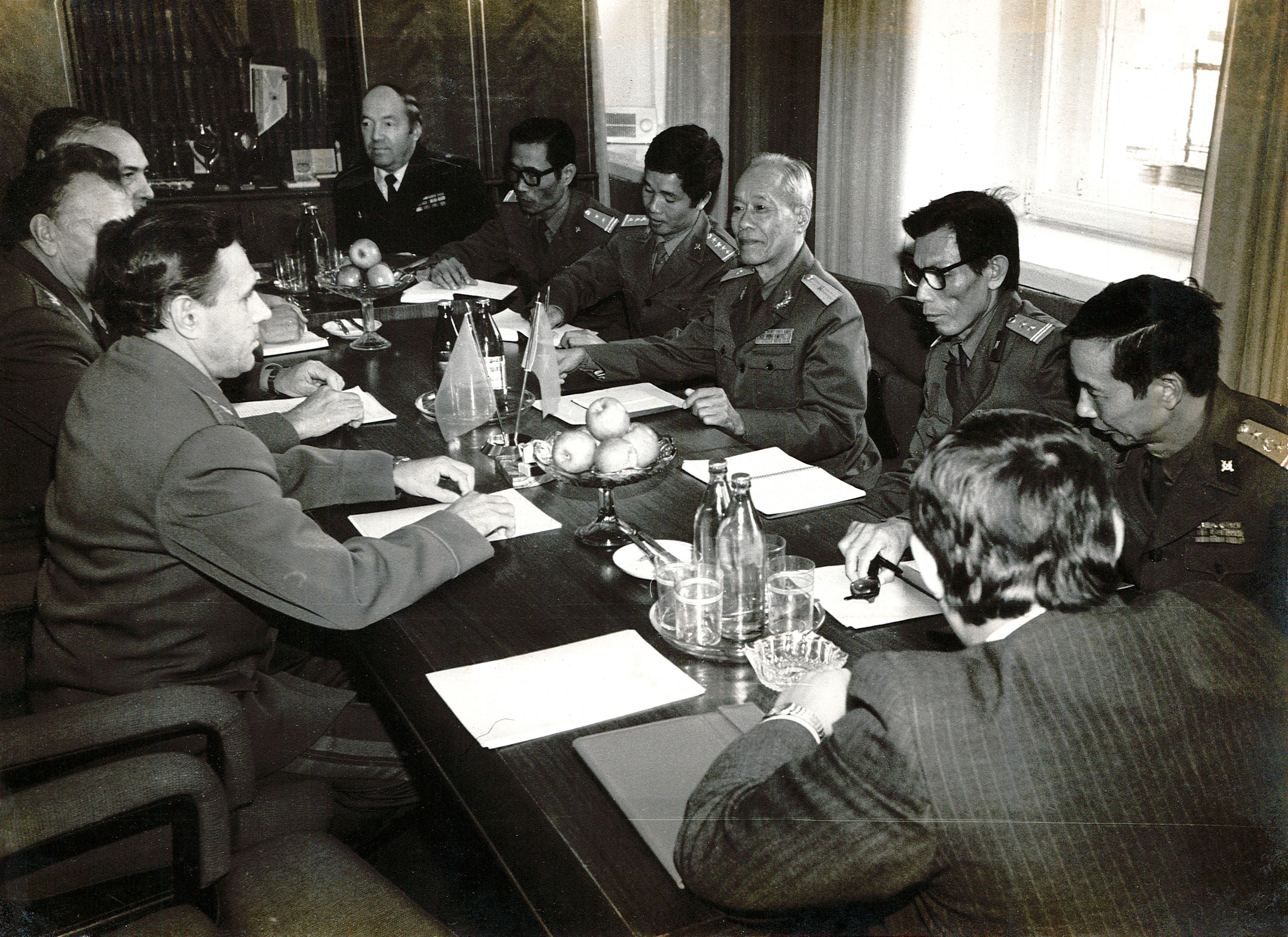
Lê Thanh (ngồi giữa, bên phải) trong cuộc họp với Bộ Tư lệnh Vùng Biên phòng Thái Bình Dương Liên Xô, 1989
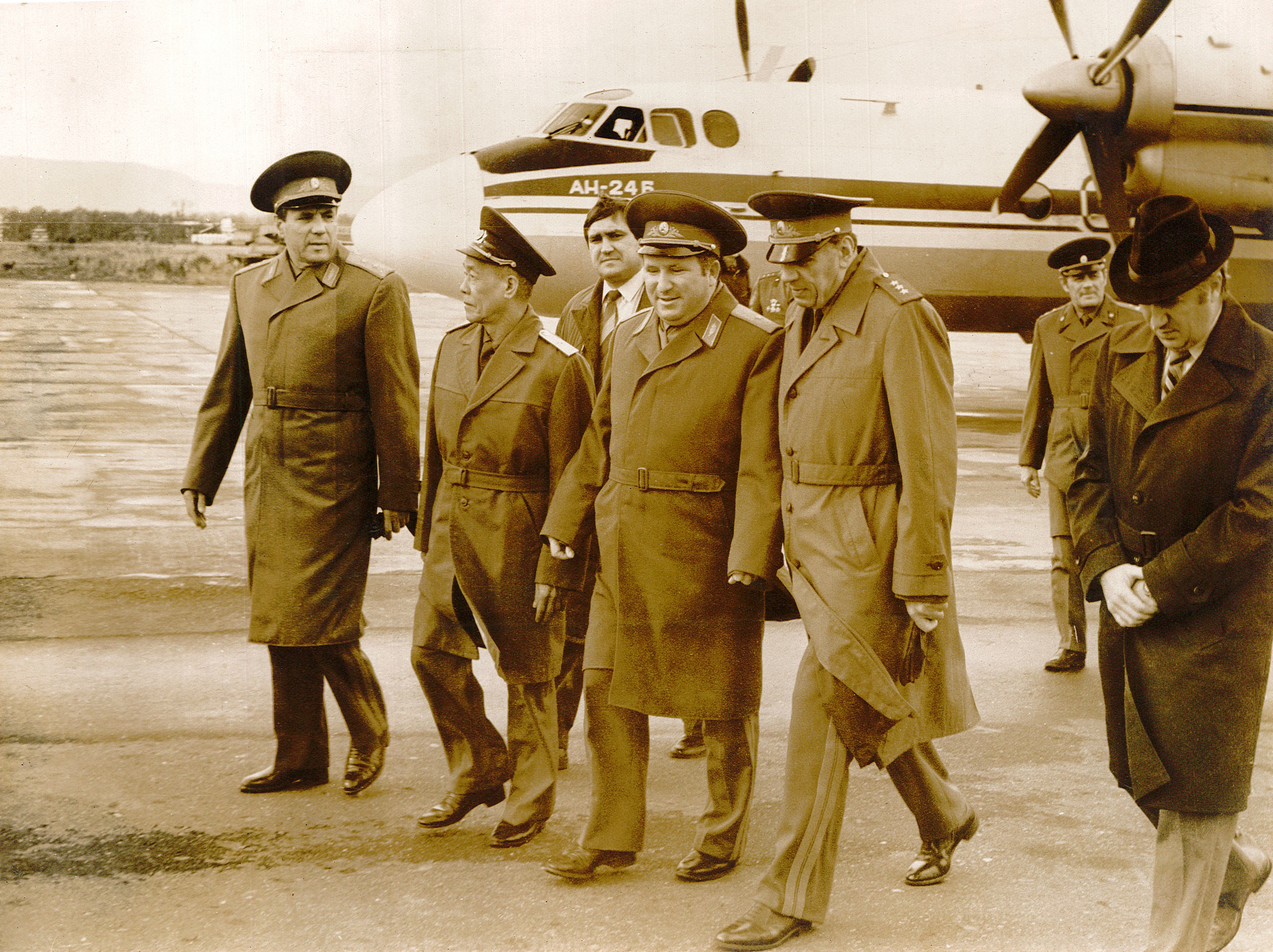
Lê Thanh (thứ hai từ trái) cùng với tướng Liên Xô Mikhail Barybin, Anatoly Makarov và Ivan Vertelko tại đảo Sakhalin, 1989

Sau sự kiện Sài Gòn sụp đổ, Lê Thanh tiếp nhận Tiểu đoàn 18 từ miền Bắc chi viện vào. Ông tiếp tục điều động lực lượng bảo vệ các cửa khẩu và cứ điểm trọng yếu trong nội thành, đồng thời tổ chức tiếp quản bến cảng, kho xăng dầu Nhà Bè và sân bay Tân Sơn Nhất, đưa vào hoạt động chỉ năm ngày sau khi chiến tranh kết thúc. Đến ngày 15 tháng 5 năm 1975, trên cương vị Ủy viên Ủy ban Trung ương Mặt trận và là chỉ huy cao nhất của lực lượng An ninh vũ trang miền Nam, Lê Thanh cùng với ban lãnh đạo Đảng Cộng sản tham dự cuộc duyệt binh kỷ niệm sự kiện chiến thắng. Bên cạnh đó, việc tận dụng mối quan hệ với lãnh đạo các Tỉnh ủy Nam Bộ trong thời chiến đã giúp ông triển khai thành công hệ thống đồn Biên phòng tại biên giới, hải đảo và cửa khẩu quốc tế nhằm mục đích bảo vệ khu vực biên cương cùng bờ biển phía Nam Việt Nam. Cũng trong giai đoạn này, Lê Thanh đề xuất Quân khu ủy và Thành ủy Sài Gòn – Gia Định luân chuyển Trung đoàn Củ Chi Đất Thép về lực lượng An ninh vũ trang, từ đó đội quân cơ động được dàn trải đến các tuyến biên giới Nam Bộ. Tiểu đoàn 1 nhận nhiệm vụ bảo vệ vùng biên ải Đắk Lắk, chủ trương yêu cầu tổ chức FULRO quy hàng. Tiểu đoàn 2 được điều động đến Tây Ninh để tăng cường phòng thủ khu vực Tây Nam. Tiểu đoàn 3 đến vùng biển Đồng Nai nhằm kiểm soát các hoạt động xâm nhập hoặc vượt biên trái phép. Sau khi Bộ Tư lệnh chỉ thị thành lập thêm lực lượng cơ động miền Nam, Lê Thanh đã trực tiếp phê duyệt kế hoạch tái cấu trúc bộ máy chỉ huy, nâng cấp Tiểu đoàn 2 thành Trung đoàn 2 đóng chốt tại Tây Ninh, trong khi Tiểu đoàn 3 được luân chuyển về vùng An Giang để hình thành Trung đoàn 4 Biên phòng.
Giai đoạn 1975–1979, Lê Thanh giữ chức vụ Phó Tư lệnh lực lượng Công an nhân dân vũ trang thuộc Bộ Nội vụ. Năm 1977, ông được phong quân hàm Thiếu tướng, cũng trong khoảng thời gian này, khi quân đội Pol Pot bắt đầu mở nhiều cuộc tấn công lớn vào lãnh thổ Việt Nam, ông phối hợp cùng với hai tướng Huỳnh Thủ và Trần Quyết kiểm tra các đồn biên phòng Tây Nam, thảo luận kế hoạch tác chiến với Quân khu V, VII và IX nhằm tổ chức hiệp đồng chiến đấu. Việc Lê Thanh tăng cường các đơn vị cơ động ngay tại vùng ranh giới này được cho là đã góp phần trong việc ngăn chặn đà tiến công của đội quân Pol Pot. Đầu tháng 1 năm 1979, khi quân đội Việt Nam tiến vào Phnôm Pênh buộc lãnh đạo Khmer Đỏ cùng với nhiều thành phần chính trị và quân sự của thế lực này phải rút về Thái Lan, một nhà nước Campuchia thân Việt Nam của Heng Samrin chính thức được thành lập. Dưới sự chỉ đạo trực tiếp từ Lê Đức Thọ, Lê Thanh cùng với Đinh Văn Tuy và Trần Quyết lãnh đạo Bộ Tư lệnh Công an nhân dân vũ trang tham gia chiến dịch phản công biên giới Tây Nam, nhiệm vụ chính là bảo vệ cơ quan đầu não cách mạng nước láng giềng và phối hợp công tác biên phòng tại tuyến biên giới Campuchia – Thái Lan. Qua thị sát chiến trường, Lê Thanh đề xuất cấp trên điều chỉnh chiến lược tác chiến, thành lập các trung đoàn độc lập nhằm giảm thiểu thương vong.
Năm 1980, ông được bổ nhiệm làm Phó Tư lệnh Quân khu 7 và bảy năm sau thì giữ chức vụ Phó Tư lệnh Bộ đội biên phòng. Tháng 5 năm 1991, Lê Thanh thụ phong quân hàm Trung tướng và nghỉ hưu vào năm 1995. Theo quyết định của Thủ tướng Chính phủ, ông được điều động tham gia Ban Chỉ đạo thực hiện dự án đầu tư xây dựng khu di tích lịch sử Trung ương Cục Miền Nam trong năm 1997. Công cuộc tái thiết của phòng ban kết thúc gần một thập kỷ sau đó. Đến ngày 11 tháng 3 năm 2006, Lê Thanh qua đời tại Thành phố Hồ Chí Minh, hưởng thọ 80 tuổi. Vài ngày sau, Trần Bạch Đằng đăng một bài tiểu luận trên nhật báo Sài Gòn Giải Phóng để tưởng nhớ đến ông cùng khoảng thời gian hoạt động cách mạng chung giữa hai người, trong đó nhà văn đánh giá Lê Thanh như một vị chỉ huy sở hữu khả năng "dân vận" hiệu quả và được nhiều nhân sĩ tín nhiệm. Lễ tang được tổ chức trọng thể với sự tham dự của nguyên Chủ tịch nước Nguyễn Minh Triết cùng ban lãnh đạo thành phố Hồ Chí Minh.

## Danh hiệu
Bốn mươi năm sau khi kết thúc chiến tranh Việt Nam, Ủy ban nhân dân Thành phố Hồ Chí Minh ra thông cáo truyền thông cho biết Trung tướng Lê Thanh cùng với Thượng úy Biệt động Sài Gòn Mai Hồng Quế được Chủ tịch nước Trương Tấn Sang ký quyết định số 771/QĐ-CTN phong tặng danh hiệu Anh hùng Lực lượng vũ trang nhân dân vì "đã có thành tích đặc biệt xuất sắc trong cuộc kháng chiến chống Mỹ, cứu nước". Lễ trao tặng được tổ chức vào ngày 5 tháng 6 năm 2015 – đúng 104 năm sau sự kiện Nguyễn Ái Quốc sang phương Tây thực hiện công cuộc giải phóng Việt Nam khỏi thuộc địa của Pháp.
| Quốc gia | Giải thưởng                                  | Ct.            |
| -------- | -------------------------------------------- | -------------- |
| Việt Nam | Huy hiệu 50 năm tuổi Đảng                    | [ 6 ]          |
| Việt Nam | Huân chương Độc lập hạng Nhất                | [ 33 ] [ 120 ] |
| Việt Nam | Huân chương Chiến thắng hạng Nhất            | [ 33 ] [ 120 ] |
| Việt Nam | Huân chương Quân công hạng Nhất, Nhì, Ba     | [ 33 ] [ 120 ] |
| Việt Nam | Huân chương Chiến công hạng Nhất, Nhì, Ba    | [ 33 ] [ 120 ] |
| Việt Nam | Huân chương Kháng chiến chống Pháp hạng Nhất | [ 33 ] [ 120 ] |
| Việt Nam | Huân chương Kháng chiến chống Mỹ hạng Nhất   | [ 33 ] [ 120 ] |
| Việt Nam | Anh hùng Lực lượng vũ trang nhân dân         | [ 125 ]        |